# Pithecellobium stevensonii
Espèce
Synonymes
- Feuilleea cognata (Schltdl.) Kuntze[2]
- Inga cognata Schltdl.[2]
- Inga stevensonii Standl.[2]
- Pithecellobium cognatum (Schltdl.) Benth.[2]
- Pithecellobium stevensonii (Standl.) Standl. & Steyerm.[2]
- Pithecolobium cognatum (Schltdl.) Benth.[2]
- Pithecolobium stevensonii (Standl.) Standl. & Steyerm.[2]
- Zygia stevensonii (Standl.) Record[2]

Statut de conservation UICN

 EN C2a : En danger
Pithecellobium stevensonii est une espèce de plantes à fleurs de la famille des Fabaceae.

## Publication originale
- Publications of the Field Museum of Natural History, Botanical Series 23(4): 164. 1944.